# مجلة علم نفس الصحة
مجلة علم نفس الصحة (بالإنجليزية: Journal of Health Psychology)‏ هي مجلة أكاديمية محكمة تغطي جميع جوانب علم نفس الصحة. المحرر المؤسس للمجلة هو ديفيد ماركس [الإنجليزية] الذي شغل أيضًا منصب رئيس التحرير من عام 1996 إلى عام 2021. يتألف فريق التحرير المشارك الحالي من أبيجيل لوك، وجاريث تريهارن، وراشيل أنونزياتو. تنشر المجلة تقارير عن الدراسات التجريبية، والمراجعات النقدية للأدبيات، والمساهمات المتعلقة بالنظرية، ومقالات التعليقات المفتوحة، والافتتاحيات حول ما يعتبر قضايا مهمة. تأسست المجلة في عام 1996 ونشرتها سيج للنشر.

## إصدار خاص بشأن تجربة
في يوليو 2017، نشرت مجلة علم نفس الصحة عددًا كاملاً مخصصًا لتجربة مثيرة للجدل عن متلازمة التعب المزمن. كانت المقالات في الغالب تنتقد التجربة، وخلصت المجلة إلى أن "النتائج، في أحسن الأحوال، غير موثوقة، وجرى التلاعب بها في أسوأ الأحوال لتحقيق نتيجة إيجابية المظهر". ومع ذلك، استقال ثلاثة من أعضاء هيئة تحرير المجلة، جميعهم زُعم أن لديهم تضاربًا في المصالح، احتجاجًا، بدعوى أن المقالات متحيزة ومنحازة. ردا على ذلك، هاجم مساعد محرر في المجلة جيمس سي كوين أعضاء مجلس الإدارة الثلاثة المستقيلين. وغادر كوين هيئة التحرير نتيجة لذلك.
في مناظرة برلمانية حول متلازمة التعب المزمن في 21 يونيو 2018، اشار السير ادوارد ديفي النائب إلى مجلة علم نفس الصحة كمصدر للأدلة الحاسمة حول علاج متلازمة التعب المزمن.
ووفقًا لتقارير الاستشهاد بالمجلات الأكاديمية، فإن للمجلة عامل تأثير 2021 يبلغ 3.789.

## مقالات ذات صلة
- علم النفس الصحي
- علم نفس الصحة (مجلة) [الإنجليزية]
- علم النفس الصحي المهني